# وارن ليتلفيلد
وارن دبليو ليتلفيلد (بالإنجليزية: Warren W. Littlefield) (من مواليد 11 مايو 1952) هو أمريكي شغل مناصب مدير تنفيذي في التلفزيون.
ولد ليتلفيلد في مونتكلير، في ولاية نيوجيرسي، والتحق بمدرسة مونتكلير الثانوية وتخرج من كليات هوبارت وويليام سميث في جنيف، في ولاية نيويورك، حيث حصل على درجة بكالوريوس الآداب في علم النفس.

## الحياة المهنية في إن بي سي
طور ليتلفيلد تحت رعاية براندون تارتيكوف مسلسلات تشيرز وساينفيلد وعرض كوسبي وذا غولدن غيرلز كنائب رئيس أول ونائب رئيس تنفيذي ل«إن بي سي إنترتايمنت» تحت تارتيكوف. خلال فترة عمله كرئيس لشركة «إن بي سي إنترتايمنت» (1991-1998)، أشرف ليتلفيلد على إنشاء العديد من المسلسلات للقناة خلال التسعينيات مثل ذا فريش برينس أوف بيل إير وأجنحة وبلوسوم وماد أباوت يو وأخوات وفرايجر وفريندز ، إي آر، القتل: الحياة في الشارع، كارولين في المدينة، راديو الأخبار، ثالث كوكب بعد الشمس، فجأة سوزان، أطلق الرصاص علي!، ويل وغريس والجناح الغربي.
كتب كتابًا بالإشتراك مع الروائي الأمريكي تي. ر. بيرسون عن الفترة التي قضاها في إن بي سي بعنوان «في أعلى الصخرة: داخل صعوط وسقوط مايجب مشاهدته في التلفزيون» (بالإنجليزية: Top of the Rock: Inside the Rise and Fall of Must See TV).

## الإنتاج التلفزيوني
منذ مغادرته إن بي سي، عمل ليتلفيلد كمنتج تنفيذي في مسلسلات تلفزيونية عديدة مثل جيلي وفارغو وحكاية أمة.

## مشاركات أخرى
قام الممثل بوب بالابان بلعب دور ليتلفيلد في فيلم التحول المتأخر كما لعب الممثل بوب بالإبان سابقًا دور «راسل دالريمبل»، وهي شخصية مستوحاة عن ليتلفيلد في الموسم الرابع من مسلسل ساينفيلد. يمكن رؤية ليتلفيلد جالسًا في البار في الحلقة الأخيرة من مسلسل تشيرز. ظهر ليتلفيلد في دور الكاميو كشخصه في حلقة عام 1997 من مسلسل لاري سانديرز شو وظهر مرة أخرى كشخصه في فيلم «الحب نتن» (بالإنجليزية: Love Stinks) في عام 1999. كما ظهر في حلقة من مسلسل بلوسوم.